# مسابقات دو و میدانی قهرمانی آسیا ۲۰۱۵
مسابقات دو و میدانی قهرمانی آسیا ۲۰۱۵، بیست و یکمین دوره مسابقات دو و میدانی قهرمانی آسیا ست که از ۳ تا ۷ ژوئن ۲۰۱۵ در مرکز ورزشی ووهان در شهر ووهان کشور چین برگزار شد 

## نتایج

### مردان
| رویداد             | طلا                                                                                          | طلا         | نقره                                                                                       | نقره     | برنز                                                                        | برنز     |
| ۱۰۰ متر            | فمی اوگونود · قطر                                                                            | 9.91 AR CR  | Zhang Peimeng · چین                                                                        | ۱۰٫۱۵    | رضا قاسمی · ایران                                                           | ۱۰٫۱۹    |
| ۲۰۰ متر            | فمی اوگونود · قطر                                                                            | ۲۰٫۳۲       | فهاد السبیعی · عربستان سعودی                                                               | ۲۰٫۶۳    | Dharmbir Singh · هند                                                        | ۲۰٫۶۶    |
| ۴۰۰ متر            | عبدالله هارون · قطر                                                                          | ۴۴٫۶۸       | یوسف مسرحی · عربستان سعودی                                                                 | ۴۵٫۱۴    | Kentaro Sato · ژاپن                                                         | ۴۶٫۰۹    |
| ۸۰۰ متر            | Musaeb Abdulrahman Balla · قطر                                                               | ۱:۴۹٫۴۰     | Jinson Johnson · هند                                                                       | ۱:۴۹٫۶۹  | Sho Kawamoto · ژاپن                                                         | ۱:۵۰٫۵۰  |
| ۱۵۰۰ متر           | محمد القرنی · قطر                                                                            | ۳:۴۱٫۴۲     | محمد تیوالی · بحرین                                                                        | ۳:۴۲٫۴۳  | بلال منصورعلی · بحرین                                                       | ۳:۴۳٫۶۷  |
| ۵۰۰۰ متر           | محمد القرنی · قطر                                                                            | 13:34.47 CR | Albert Rop · بحرین                                                                         | ۱۳:۳۵٫۲۶ | Lakshmanan Govindan · هند                                                   | ۱۳:۳۶٫۶۲ |
| ۱۰,۰۰۰ متر         | الحسن العباسی · بحرین                                                                        | ۲۸:۵۰٫۷۱    | Lakshmanan Govindan · هند                                                                  | ۲۹:۴۲٫۸۱ | Andrey Petrov · ازبکستان                                                    | ۳۰:۲۰٫۶۸ |
| ۱۱۰ متر با مانع    | شی ونجون · چین                                                                               | ۱۳٫۵۶       | Abdulaziz Al Mandeel · کویت                                                                | ۱۳٫۶۷    | Kim Byoung-jun · کرهٔ جنوبی                                                  | ۱۳٫۷۵    |
| ۴۰۰ متر با مانع    | Yuta Konishi · ژاپن                                                                          | ۴۹٫۵۸       | Chen Chieh · تایوان                                                                        | ۴۹٫۶۸    | Kazuaki Yoshida · ژاپن                                                      | ۴۹٫۹۵    |
| ۳۰۰۰ متر با مانع   | John Kibet Koech · بحرین                                                                     | ۸:۲۷٫۰۳     | Hashim Salah Mohamed · قطر                                                                 | ۸:۳۶٫۰۲  | Evans Rutto Chematot · بحرین                                                | ۸:۴۲٫۷۶  |
| ۴ × ۱۰۰ متر امدادی | چین (CHN) · Chen Shiwei · Mo Youxue · سو بینگتین · Zhang Peimeng                             | ۳۹٫۰۴       | هنگ کنگ (HKG) · Tang Yik Chun · So Chun Hong · Ng Ka Fung · تسوی چی هو                     | ۳۹٫۲۵    | تایوان (TPE) · Wang Wen-tang · یانگ چون هان · Lo Yen-yao · Shen Yusen       | ۳۹٫۳۵    |
| ۴ × ۴۰۰ متر امدادی | قطر (QAT) · فمی اوگونود · Musaeb Abdulrahman Balla · Mohamed El Nour Mohamed · عبدالله هارون | ۳:۰۲٫۵۰ CR  | عربستان سعودی (KSA) · Mazen Al-Yasen · محمد الصالحی · Abdullah Abkar Mohammed · یوسف مسرحی | ۳:۰۲٫۶۲  | ژاپن (JPN) · جولیان والش · Yuzo Kanemaru · Kazuma Oseto · Takamasa Kitagawa | ۳:۰۳٫۴۷  |
| پرتاب ارتفاع       | Takashi Eto · ژاپن                                                                           | 2.24 متر    | Chun-Hsien Hsiang · تایوان                                                                 | 2.24 متر | معتز عیسی برشم · قطر                                                        | 2.20 متر |
| پرش با نیزه        | Zhang Wei · چین                                                                              | 5.60 متر    | سییتو یاماموتو · ژاپن                                                                      | 5.50متر  | Huang Bokai · چین                                                           | 5.50متر  |
| پرش طول            | Gao Xinglong · چین                                                                           | 7.96 m      | Ted Hooper · تایوان                                                                        | 7.80 m   | Tang Gongchen · چین                                                         | 7.79 m   |
| پرش سه‌گام          | Kim Deok-hyeon · کرهٔ جنوبی                                                                   | 16.86 m     | Cao Shuo · چین                                                                             | 16.77 m  | Roman Valiyev · قزاقستان                                                    | 16.67 m  |
| پرتاب وزنه         | Inderjeet Singh · هند                                                                        | 20.41 m CR  | Chang Ming-huang · تایوان                                                                  | 19.56 m  | Tian Zizhong · چین                                                          | 19.45 m  |
| پرتاب دیسک         | Vikas Gowda · هند                                                                            | 62.03 m     | Eisa Zankawi · کویت                                                                        | 61.57 m  | محمود صمیمی · ایران                                                         | 59.78 m  |
| پرتاب چکش          | دلشاد نظروف · تاجیکستان                                                                      | 77.68 m     | اشرف امجد الصیفی · قطر                                                                     | 76.03 m  | وانگ یونگ · چین                                                             | 73.40 m  |
| پرتاب نیزه         | Huang Shih-feng · تایوان                                                                     | 79.74 m     | Bobur Shokirjonov · ازبکستان                                                               | 79.09 m  | Yukifumi Murakami · ژاپن                                                    | 79.05 m  |
| ده‌گانه             | آکیهیکو ناکامورا · ژاپن                                                                      | 7773 pts    | گیو کی · چین                                                                               | 7289 pts | Hu Yufei · چین                                                              | 7042 pts |

### زنان
| رویداد             | طلا                                                                  | طلا          | نقره                                                                                  | نقره     | برنز                                                                                          | برنز     |
| ۱۰۰ متر            | چیساتو فوکوشیما · ژاپن                                               | 11.23w       | Viktoriya Zyabkina · قزاقستان                                                         | 11.34w   | وی یونگلی · چین                                                                               | 11.46w   |
| ۲۰۰ متر            | Viktoriya Zyabkina · قزاقستان                                        | ۲۳٫۰۹        | اولگا صفرونوا · قزاقستان                                                              | ۲۳٫۴۶    | Srabani Nanda · هند                                                                           | ۲۳٫۵۴    |
| ۴۰۰ متر            | Yang Huizhen · چین                                                   | ۵۲٫۳۷        | Machettira Raju Poovamma · هند                                                        | ۵۳٫۰۷    | Anastassiya Kudinova · قزاقستان                                                               | ۵۳٫۴۱    |
| ۸۰۰ متر            | Tintu Luka · هند                                                     | ۲:۰۱٫۵۳      | Zhao Jing · چین                                                                       | ۲:۰۳٫۴۰  | Nimali Liyanarachchi · سری‌لانکا                                                               | ۲:۰۳٫۹۴  |
| ۱۵۰ متر            | بتلهم دسالگن · امارات متحدهٔ عربی                                     | ۴:۲۹٫۳۹      | Zhao Jing · چین                                                                       | ۴:۲۹٫۴۰  | Iino Maya · ژاپن                                                                              | ۴:۳۲٫۹۰  |
| ۵۰۰۰ متر           | بتلهم دسالگن · امارات متحدهٔ عربی                                     | ۱۵:۲۵٫۱۵     | علیا سعید محمد · امارات متحدهٔ عربی                                                    | ۱۵:۲۸٫۷۴ | داریا ماسلووا · قرقیزستان                                                                     | ۱۵:۴۲٫۸۲ |
| ۱۰,۰۰۰ متر         | علیا سعید محمد · امارات متحدهٔ عربی                                   | 31:52.29 CR  | یونیس چومبا · بحرین                                                                   | ۳۲:۲۲٫۲۹ | Michi Numata · ژاپن                                                                           | ۳۲:۴۴٫۵۷ |
| ۱۰۰ متر با مانع    | Wu Shuijiao · چین                                                    | ۱۳٫۱۲        | Anastassiya Pilipenko · قزاقستان                                                      | ۱۳٫۳۳    | ایاکو کیمورا · ژاپن                                                                           | ۱۳٫۴۱    |
| ۴۰۰ متر با مانع    | کمی آدکویا · بحرین                                                   | 54.31 CR     | Kira Manami · ژاپن                                                                    | ۵۷٫۱۴    | Xiao Xia · چین                                                                                | ۵۷٫۶۹    |
| ۳۰۰۰ متر با مانع   | لالیتا بابار · هند                                                   | 9:34.13 CR   | Li Zhenzhu · چین                                                                      | ۹:۴۱٫۴۳  | Zhang Xinyan · چین                                                                            | ۹:۴۶٫۸۲  |
| ۴ × ۱۰۰ متر امدادی | چین (CHN) · Tao Yujia · Yuan Qiqi · Lin Huijun · وی یونگلی           | 43.10 s CR   | ژاپن (JPN) · Saori Kitakaze · Anna Doi · چیساتو فوکوشیما · Kana Ichikawa              | ۴۴٫۱۴    | تایلند (THA) · Supawan Thipat · Khanrutai Pakdee · Phatsorn Jaksuninkorn · تاسپورن واناکیت    | ۴۴٫۷۳    |
| ۴ × ۴۰۰ متر امدادی | چین (CHN) · Huang Guifen · Cheng Chong · Chen Jingwen · Yang Huizhen | ۳:۳۳٫۴۴      | هند (IND) · Jisna Mathew · Tintu Luka · Debashree Majumder · Machettira Raju Poovamma | ۳:۳۳٫۸۱  | قزاقستان (KAZ) · الینا میخینا · Yuliya Rakhmanova · Alexandra Romanova · Anastassiya Kudinova | ۳:۳۵٫۱۴  |
| پرش ارتفاع         | سوتلانا رادزیویل · ازبکستان                                          | 1.91 m       | Yang Wang · چین                                                                       | 1.88 m   | Zheng Xingjuan · چین                                                                          | 1.84 m   |
| پرش با نیزه        | Li Ling · چین                                                        | 4.66 m AR CR | Xu Huiqin · چین                                                                       | 4.30 m   | Tomomi Abiko · ژاپن                                                                           | 4.20 m   |
| پرش طول            | Lu Minjia · چین                                                      | 6.52 m       | Jung Soon-ok · کرهٔ جنوبی                                                              | 6.47 m   | Xu Xiaoling · چین                                                                             | 6.46 m   |
| پرش سه‌گام          | Wang Wupin · چین                                                     | 13.76 m      | Li Yanmei · چین                                                                       | 13.57 m  | Wang Rong · چین                                                                               | 13.44 m  |
| پرتاب وزنه         | Guo Tianqian · چین                                                   | 18.59 m      | Gao Yang · چین                                                                        | 17.98 m  | Bian Ka · چین                                                                                 | 17.78 m  |
| پرتاب دیسک         | Su Xinyue · چین                                                      | 63.90 m      | Tan Jian · چین                                                                        | 62.97 m  | Lu Xiaoxin · چین                                                                              | 62.30 m  |
| پرتاب چکش          | Liu Tingting · چین                                                   | 68.24 m      | Na Luo · چین                                                                          | 64.97 m  | Akane Watanabe · ژاپن                                                                         | 59.39 m  |
| پرتاب نیزه         | لو شیینگ · چین                                                       | 61.33 m CR   | Yang Xinli · چین                                                                      | 59.24 m  | Risa Miyashita · ژاپن                                                                         | 54.76 m  |
| هفت‌گانه            | Ekaterina Voronina · ازبکستان                                        | 5689 pts     | Liksy Joseph · هند                                                                    | 5554 pts | پورنیما همبرام · هند                                                                          | 5511 pts |

## شمارش مدالها
کلید

| رتبه            | کشور                    | طلا | نقره | برنز | مجموع |
| --------------- | ----------------------- | --- | ---- | ---- | ----- |
| ۱               | چین (CHN)*              | ۱۵  | ۱۳   | ۱۳   | ۴۱    |
| ۲               | قطر (QAT)               | ۷   | ۲    | ۱    | ۱۰    |
| ۳               | هند (IND)               | ۴   | ۵    | ۴    | ۱۳    |
| ۴               | ژاپن (JPN)              | ۴   | ۳    | ۱۱   | ۱۸    |
| ۵               | بحرین (BHR)             | ۳   | ۳    | ۲    | ۸     |
| ۶               | امارات متحدهٔ عربی (UAE) | ۳   | ۱    | ۰    | ۴     |
| ۷               | ازبکستان (UZB)          | ۲   | ۱    | ۱    | ۴     |
| ۸               | تایوان (TPE)            | ۱   | ۴    | ۱    | ۶     |
| ۹               | قزاقستان (KAZ)          | ۱   | ۳    | ۳    | ۷     |
| ۱۰              | کرهٔ جنوبی (KOR)         | ۱   | ۱    | ۱    | ۳     |
| ۱۱              | تاجیکستان (TJK)         | ۱   | ۰    | ۰    | ۱     |
| ۱۲              | عربستان سعودی (KSA)     | ۰   | ۳    | ۰    | ۳     |
| ۱۳              | کویت (KUW)              | ۰   | ۲    | ۰    | ۲     |
| ۱۴              | هنگ کنگ (HKG)           | ۰   | ۱    | ۰    | ۱     |
| ۱۵              | ایران (IRN)             | ۰   | ۰    | ۲    | ۲     |
| ۱۶              | تایلند (THA)            | ۰   | ۰    | ۱    | ۱     |
| ۱۶              | سری‌لانکا (SRI)          | ۰   | ۰    | ۱    | ۱     |
| ۱۶              | قرقیزستان (KGZ)         | ۰   | ۰    | ۱    | ۱     |
| مجموع (۱۸ کشور) | مجموع (۱۸ کشور)         | ۴۲  | ۴۲   | ۴۲   | ۱۲۶   |

## کشورهای شرکت کننده
- بنگلادش (2)
- بوتان (کشور) (1)
- کامبوج (2)
- چین(96)
- تایوان (22)
- هنگ کنگ (26)
- India (42)
- اندونزی (6)
- ایران (12)
- عراق (3)
- Japan (58)
- قزاقستان (19)
- کویت (7)
- قرقیزستان (7)
- لائوس (2)
- لبنان (3)
- ماکائو (5)
- مالزی (10)
- مالدیو (7)
- مغولستان (3)
- نپال (3)
- کره شمالی (3)
- عمان (7)
- پاکستان (5)
- فلسطین (2)
- فیلیپین (1)
- قطر (14)
- عربستان سعودی (20)
- سنگاپور (2)
- کره جنوبی (22)
- سری‌لانکا (21)
- سوریه (3)
- تاجیکستان (5)
- تایلند (13)
- تیمور شرقی (2)
- ترکمنستان (4)
- امارات متحده عربی (2)
- ازبکستان (18)
- ویتنام (5)

## همچنین ببینید
- ۲۰۱۵ در دو و میدانی (دو و میدانی)

## لینک های خارجی
- انجمن دو و میدانی آسیا
- بیست و یکمین دوره مسابقات دو و میدانی قهرمانی آسیا

الگو:2015 in athletics